# Академічне веслування на літніх Олімпійських іграх 2012 — четвірки (чоловіки)
Змагання з академічного веслування серед четвірок у чоловіків на Олімпійських іграх 2012 проходили з 30 липня до 4 серпня.
У змаганнях брали участь 13 екіпажів з різних країн.

## Медалісти
| Золото                                                                   | Срібло                                                                   | Бронза                                                   |
| Велика Британія (GBR) Алекс Грегорі Том Джеймс Піт Рід Ендрю Тріґґс-Ходж | Австралія (AUS) Джеймс Чепмен Джошуа Данклі-Сміт Дрю Джінн Вільям Локвуд | США (USA) Чарлі Коул Скотт Голт Гленн Очал Генрік Раммел |

## Розклад змагань
Усі запливи розпочинались за британським літнім часом
| Дата                      | Час   | Раунд             |
| ------------------------- | ----- | ----------------- |
| Понеділок, 30 липня, 2012 | 10:40 | Відбірковий раунд |
| Вівторок, 31 липня, 2012  | 10:00 | Втішні заїзди     |
| Четвер, 2 серпня, 2012    | 10:30 | Півфінали         |
| Субота, 4 серпня, 2012    | 11:30 | Фінали            |

## Змагання

### Відбірковий раунд
Перші три екіпажі з кожного заїзду безпосередньо проходять до півфіналу змагань. Всі інші спортсмени потрапляють у втішні заїзди.
| Місце | Спортсмен                          | Країна        | Час     | Примітки      |
| ----- | ---------------------------------- | ------------- | ------- | ------------- |
| 1     | Чепмен, Данклі-Сміт, Джінн, Локвуд | Австралія     | 5:47.06 | Півфінали     |
| 2     | Хауффе, Койфер, Шмідт, Зайферт     | Німеччина     | 5:49.84 | Півфінали     |
| 3     | Дін, Джейкоб, О'Фаррелл, Вілкінсон | Канада        | 5:50.78 | Півфінали     |
| 4     | Гарріс, О'Ніл, Уру, Вільямс        | Нова Зеландія | 5:51.84 | Втішний заїзд |
| 5     | Джеріч, Ягар, Васіч, Вуковіч       | Сербія        | 5:53.35 | Втішний заїзд |

| Місце | Спортсмен                            | Країна          | Час     | Примітки      |
| ----- | ------------------------------------ | --------------- | ------- | ------------- |
| 1     | Грегорі, Джеймс, Рід, Тріґґс-Ходж    | Велика Британія | 5:50.27 | Півфінали     |
| 2     | Козмюк, Чуруя, Паламаріу, Пірдже     | Румунія         | 5:52.87 | Півфінали     |
| 3     | Казубовскі, Лялин, Мігаль, Щарбаченя | Білорусь        | 5:53.26 | Півфінали     |
| 4     | Брунцвік, Хорват, Кланг, Подразіл    | Чехія           | 5:54.37 | Втішний заїзд |

| Місце | Спортсмен                             | Країна     | Час     | Примітки      |
| ----- | ------------------------------------- | ---------- | ------- | ------------- |
| 1     | Коул, Голт, Очал, Раммел              | США        | 5:54.88 | Півфінали     |
| 2     | Гендрікс, Кнаб, Мейлінк, Верслейс     | Нідерланди | 5:55.99 | Півфінали     |
| 3     | Хрісту, Папахрістос, Ціліс, Ціаллас   | Греція     | 5:57.71 | Півфінали     |
| 4     | Агаменноні, Капеллі, Паонесса, Веньєр | Італія     | 6:02.01 | Втішний заїзд |

### Втішний заїзд
У півфінал проходить три екіпажі.
| Місце | Спортсмен                             | Країна        | Час     | Примітки  |
| ----- | ------------------------------------- | ------------- | ------- | --------- |
| 1     | Джеріч, Ягар, Васіч, Вуковіч          | Сербія        | 6:01.97 | Півфінали |
| 2     | Гарріс, О'Ніл, Уру, Вільямс           | Нова Зеландія | 6:03.66 | Півфінали |
| 3     | Агаменноні, Капеллі, Паонесса, Веньєр | Італія        | 6:04.27 | Півфінали |
| 4     | Брунцвік, Хорват, Кланг, Подразіл     | Чехія         | 6:04.56 |           |

### Півфінали

#### Півфінал 1
Перші три спортсмени з кожного заїзду проходять у фінал A, інші потрапляють у фінал B.
| Місце | Спортсмен                             | Країна          | Час     | Примітки |
| ----- | ------------------------------------- | --------------- | ------- | -------- |
| 1     | Грегорі, Джеймс, Рід, Тріґґс-Ходж     | Велика Британія | 5:58.26 | Фінал A  |
| 2     | Чепмен, Данклі-Сміт, Джінн, Локвуд    | Австралія       | 5:59.23 | Фінал A  |
| 3     | Гендрікс, Кнаб, Мейлінк, Верслейс     | Нідерланди      | 6:03.71 | Фінал A  |
| 4     | Агаменноні, Капеллі, Паонесса, Веньєр | Італія          | 6:05.00 | Фінал B  |
| 5     | Казубовскі, Лялин, Мігаль, Щарбаченя  | Білорусь        | 6:05.26 | Фінал B  |
| 6     | Джеріч, Ягар, Васіч, Вуковіч          | Сербія          | 6:07.41 | Фінал B  |

#### Півфінал 2
| Місце | Спортсмен                           | Країна        | Час     | Примітки |
| ----- | ----------------------------------- | ------------- | ------- | -------- |
| 1     | Коул, Голт, Очал, Раммел            | США           | 6:01.72 | Фінал A  |
| 2     | Хрісту, Папахрістос, Ціліс, Ціаллас | Греція        | 6:02.61 | Фінал A  |
| 3     | Хауффе, Койфер, Шмідт, Зайферт      | Німеччина     | 6:04.61 | Фінал A  |
| 4     | Гарріс, О'Ніл, Уру, Вільямс         | Нова Зеландія | 6:06.36 | Фінал B  |
| 5     | Дін, Джейкоб, О'Фаррелл, Вілкінсон  | Канада        | 6:08.90 | Фінал B  |
| 6     | Козмюк, Чуруя, Паламаріу, Пірдже    | Румунія       | 6:12.74 | Фінал B  |

### Фінали

#### Фінал B
| Місце | Спортсмен                             | Країна        | Час     | Примітки |
| ----- | ------------------------------------- | ------------- | ------- | -------- |
| 1     | Казубовскі, Лялин, Мігаль, Щарбаченя  | Білорусь      | 6:09.31 |          |
| 2     | Агаменноні, Капеллі, Паонесса, Веньєр | Італія        | 6:09.42 |          |
| 3     | Дін, Джейкоб, О'Фаррелл, Вілкінсон    | Канада        | 6:11.15 |          |
| 4     | Джеріч, Ягар, Васіч, Вуковіч          | Сербія        | 6:11.94 |          |
| 5     | Гарріс, О'Ніл, Уру, Вільямс           | Нова Зеландія | 6:11.97 |          |
| 6     | Козмюк, Чуруя, Паламаріу, Пірдже      | Румунія       | 6:16.20 |          |

#### Фінал A
| Місце | Спортсмен                           | Країна          | Час     | Примітки |
| ----- | ----------------------------------- | --------------- | ------- | -------- |
| 1     | Грегорі, Джеймс, Рід, Тріґґс-Ходж   | Велика Британія | 6:03.97 |          |
| 2     | Чепмен, Данклі-Сміт, Джінн, Локвуд  | Австралія       | 6:05.19 |          |
| 3     | Коул, Голт, Очал, Раммел            | США             | 6:07.20 |          |
| 4     | Хрісту, Папахрістос, Ціліс, Ціаллас | Греція          | 6:11.43 |          |
| 5     | Гендрікс, Кнаб, Мейлінк, Верслейс   | Нідерланди      | 6:14.78 |          |
| 6     | Хауффе, Койфер, Шмідт, Зайферт      | Німеччина       | 6:16.37 |          |